# Pakri (poluotok)
Poluotok Pakri proteže se od sjeverozapadne estonskoga okruga Harjumaa do Baltičkoga mora. Dužina poluotoka je 12 km, a površina mu je oko 40 km².
Dijelovi poluotoka zaštićeni su 1998. kao Zaštićeni krajobraz Pakri zbog svojih jedinstvenih geoloških značajki, rijetkih zajednica flore i faune, te povijesnog interesa.
Na poluotoku se nalazi lučki gradić Paldiski.